# Maciej Gajos
Maciej Gajos (* 19. März 1991 in Blachownia) ist ein polnischer Fußballspieler.

## Karriere

### Vereine
Gajos wurde in Blachownia geboren. Mit dem Fußballspielen begann er bei Raków Częstochowa, wo er bis Sommer 2009 für die Jugendabteilung aktiv war. Von 2009 bis 2012 spielte er für die erste Mannschaft des Vereins in der 3. polnischen Liga. Ab dem 1. Juli desselben Jahres schloss er sich Jagiellonia Białystok an, wo er sich schnell zum Stammspieler hocharbeiten konnte. Kurz vor Ende der Transferperiode im Sommer 2015 wechselte er innerhalb der ersten polnischen Liga zum amtierenden Meister Lech Posen. 2019 wechselte er zu Lechia Gdańsk.

### Nationalmannschaft
Maciej Gajos wurde das erste Mal für das Freundschaftsspiel gegen die Schweiz (Endstand: 2:2) im November 2014 berufen. In diesem Spiel kam er allerdings nicht zum Einsatz.

## Erfolge
Lech Posen
- Polnischer Supercupsieger: 2017

Lechia Gdańsk
- Polnischer Supercupsieger: 2020